# 포르코 갤리어드
포르코 갤리어드(독일어: Porco Galliard 포르코 갈리아르트[*], 일본어: ポルコ・ガリアード 포루코 가리아ー도[*], 영어: Porco Galliard)는 《 진격의 거인 》의 조연급 등장인물이다.  원작에서 본격적으로 등장하는 에피소드는 2부 《 94화: 심야의 열차 (深夜の烈車) 》이다. 
마레 제국의 거인 전사. 팔코 그라이스 이전의 턱 거인의 전사로 마르셀 갤리어드의 실질적인 후계자라 할 수 있다. 아니 레온하트, 라이너 브라운, 피크 핑어, 베르톨트 후버의 동기 겸 동료로 전임 턱 거인의 전사였던 마르셀 갤리어드의 친남동생이다. 슬라바 요새 전투에서 가비 브라운이 대 아홉 거인용 장갑열차를 파손한 것으로 여세를 몰아 중동 연합의 선로를 턱이빨로 갈라내고 육군 병력을 격퇴시켰다. 빌리 타이부어의 연설 후 엘디아국과의 후속 전투인 레벨리오 전투에서  다수의 조사병단 병력을 몰살시킨 공을 세웠지만, 너무 감정적으로 대응한 탓에 에렌 예거에게 붙잡혀 전퇴의 거인을 빼앗기는 치명적 과실을 남겼고, 제2차 시간시나 구 전투에선 에렌을 보복 공격을 가했지만 끝내 본체째로 치명적인 두부 외상을 입고 무력화되다가 마지막 순간에 형 마르셀의 진실을 알고 팔코와 라이너를 구하기 위해 스스로 잡아먹혀 생을 마감한다. 일본판 성우는 마스다 토시키이다.

## 캐릭터 인기 투표
- 별책 소년 매거진 측이 주관하는 제3차 캐릭터 인기 투표에서 테오 마가트와 나란히 24위를 차지했다. 마레의 다른 주연들처럼 첫 등장 치고는 나쁘지 않은 높은 성적으로 들어갔다.

## 이전 설정
Galliard tied with Theo Magath for twenty-fourth in the Third Character Popularity Poll.
Porco is a Portuguese and Italian word that translates to "pig" or "filthy."
Furthermore, the Japanese spelling of his nickname (Pokko) translates as "small" in Sicilian accent.
Sketches of Galliard included in the Attack on Titan: Final Manga Exhibition revealed that a working name for him was Horst Galliard (ホルスト・ガリアード Horusuto Gariādo?).

## 보유 거인

### 턱 거인
본래는 갑주의 거인에 가장 유력한 후계자였지만 형 마르셀의 평판 조작 때문에 최종 심사에서 탈락되고 라이너 브라운에게 빼앗겼다. 본인을 제외한 모든 동료들이 줄줄이 아홉 거인을 계승하는 동안 혼자서만 어떤 거인도 계승하지 못하고 지크와 피크와 셋이서 거인 없는 상태로 다른 나라와의 전장을 누비는 게 전부였다. 그러다 5년 뒤 턱 거인을 이은 위미르를 데리고 온 라이너와 베르톨트와 재회하고 그의 의지로 턱 거인을 잇고 새로운 계승자가 되었다. 포르코의 턱 거인의 모습은 마르셀의 턱 거인의 외형과 머리색만 빼면 100% 비슷하다. 수사자의 갈기처럼 머리 전체부터 턱까지 감싸는 연한 색의 모발과 인간 상태의 모습을 그대로 반영한 날카로운 눈매를 가졌다. 91화의 마지막 페이지에 마가트의 명령으로 위기에 처한 가비와 팔코를 구하기 위해 거인화함으로써 첫 등장했는데 두 사람이 있는 참호 구멍을 막고 중동 연합 적진을 돌격해 단숨에 부수어 버리는 모습이 멋있어서 상당한 주목을 받았다. 그 뒤로도 송곳니로 중동 연합의 선로 자체를 무력화시켜 대 거인 장갑열차가 나올 가능성을 원천 차단하고 라이너 브라운을 지원하고자 후방에서 달려나와 대 거인 철갑포를 부수는 활약을 했다. 하지만 파라디 섬의 조사병단과의 전투에선 냉정함을 잃고 감정적으로 공격하는 허점만 보이다가 에렌과 미카사에게 철저하게 농락당하는 굴욕을 맛보았고, 제2차 시간시나 구 전투에 가서는 에렌을 단죄하기 위해 몇 번이고 분투했으나 끝내 처참하게 죽기 직전까지 발리는 굴욕을 당해야 했다. 형의 기억으로 계승의 진실을 깨닫고 거인의 힘을 다른 무구의 거인에게 빼앗기게 하지 않기 위해 스스로의 의지로 자진해서 팔코에게 계승했다. 포르코 본인에게 있어서는 의미 깊고 후회 없을 선택이었을 것이다.